# Wolfgang Hildesheimer
Pour les articles homonymes, voir Hildesheimer.
Wolfgang Hildesheimer, né le 9 décembre 1916 à Hambourg et mort le 21 août 1991 à Poschiavo (Suisse), est un auteur allemand, principalement de pièces de théâtre, souvent créées pour la radio.

## Biographie
Wolfgang Hildesheimer est né à Hambourg. Après avoir commencé des études de menuiserie en Palestine, où ses parents avaient émigré, il partit à Londres étudier la peinture et la création de décors pour le théâtre.
En 1946, il a travaillé comme transcripteur et traducteur aux Procès de Nuremberg. Il devint ensuite écrivain et fit partie du Groupe 47. En 1980, il a prononcé le discours inaugural du Festival de Salzbourg, « Was sagt Musik aus ? » (« Que dit la musique ? »).
En parallèle de ses créations littéraires, Hildesheimer a fait des travaux de collages, qu'il a réunis en 1984 dans le recueil Endlich Allein, qui a été suivi d'autres volumes. Il est bien connu en Allemagne notamment pour son ouvrage sur Mozart — traduit en français en 1977 — qui a eu un certain retentissement en Allemagne et a inspiré en partie le film de Miloš Forman, Amadeus quant à la personnalité peu connue de Mozart.

## Œuvres
- 1952 : Lieblose Legenden.
- 1953 : Das Paradies der falschen Vögel.
- 1954 : Das Märchen von Prinzessin Turandot, pièce radiophonique.
- 1960 : Herrn Walsers Raben, pièce radiophonique.
- 1962 : Vergebliche Aufzeichnungen.
- 1965 : Tynset, roman.
- 1970 : Mary Stuart, pièce de théâtre.
- 1973 : Masante, roman.
- 1977 : Mozart, biographie.
- 1981 : Marbot, biographie fictionnelle.
- 1983 : Mitteilungen an Max (Über den Stand der Dinge und anderes).
- Pastorale oder Die Zeit für Kakao, pièce de théâtre.
- Der Drachenthron, comédie en trois actes.
- Das Opfer Helena, comédie en deux parties.
- Die Verspätung, pièce en deux parties.

## Œuvres traduites en français
- Voyage nocturne [« Tynset »], trad. de Gabrielle Wittkop-Ménardeau, Paris, Éditions Gallimard, coll. « Du monde entier », 1967, 226 p. (BNF 33042153)
- L’Oiseau Toc [« Paradies der falschen Vögel »], trad. de Gabrielle Wittkop-Ménardeau, Paris, Éditions Gallimard, coll. « Du monde entier », 1968, 245 p. (BNF 33042152)
- Mozart  (trad. de l'allemand par Caroline Caillé), Paris, Lattès, coll. « Musiques et musiciens », 1979 (1re éd. 1977 (de)), 343 p. (ISBN 978-2-7096-0380-5, OCLC 83021853, BNF 34689028) ; rééd. Bartillat, 1997 (OCLC 493469025)
- Quatre ratons laveurs [« Was Waschbären alles machen »], trad. de Patrick Jusserand, Paris, Éditions Gallimard, coll. « Folio benjamin », 1980, 41 p. (BNF 34638228)
- Sir Andrew Marbot [« Marbot »], trad. de Martin Kaltenecker, Paris, Éditions JC Lattès, 1984, 248 p. (BNF 34744814)
- La Victime Hélène et Mary Stuart, trad. de Pierre Deshusses, Saulxures, France, Éditions Circé, coll. « Théâtre », 1994, 199 p. (BNF 35685701)
- Masante [« Masante »], trad. d’Uta Müller et Denis Denjean, Lagrasse, France, Éditions Verdier, coll. « Der Doppelgänger », 1999, 252 p.  (ISBN 2-86432-300-1)

## Prix littéraires
- Hörspielpreis der Kriegsblinden (de), 1955.
- Prix Georg-Büchner, 1966.
- Prix de littérature de Brême, 1966.
- Grand prix de littérature de l'académie bavaroise des beaux-arts (de), 1982.
- Médaille des arts et des sciences de la ville hanséatique de Hambourg (de), 1987.
- Prix de littérature de Weilheim (de), 1991.

## Au théâtre
- 2006 : La Dernière Nuit pour Marie Stuart, mis en scène par Didier Long avec Isabelle Adjani, Théâtre Marigny, Paris